# Championnat d'Europe de badminton par équipes mixtes
Ne doit pas être confondu avec le Championnat d'Europe et le Championnat d'Europe par équipe.
Le Championnat d'Europe de badminton par équipes mixtes est une compétition de badminton organisée tous les deux ans par Badminton Europe. Elle permet de déterminer la meilleure équipe nationale européenne mixte et sert de phase qualificative pour la Sudirman Cup.
Depuis sa création en 1972, il se jouait juste avant les Championnats d'Europe individuels, sur le même site. Mais depuis 2009, il s'agit d'une compétition organisée séparément. À cette occasion, elle est passée des années paires aux années impaires pour s'aligner sur le calendrier de la Sudirman Cup.

## Format de la compétition
Chaque rencontre se compose de 5 matches, un par discipline : 1 simple et 1 double hommes, 1 simple et 1 double dames et 1 double mixte.

## Palmarès
| Année | Édition | Lieu            | Or         | Argent     | Bronze               |
| ----- | ------- | --------------- | ---------- | ---------- | -------------------- |
| 1972  | 1re     | Karlskrona      | Angleterre | Danemark   | Allemagne de l'Ouest |
| 1974  | 2e      | Vienne          | Angleterre | Danemark   | Suède                |
| 1976  | 3e      | Dublin          | Danemark   | Angleterre | Suède                |
| 1978  | 4e      | Preston         | Angleterre | Danemark   | Suède                |
| 1980  | 5e      | Groningue       | Danemark   | Angleterre | Suède                |
| 1982  | 6e      | Böblingen       | Angleterre | Suède      | Danemark             |
| 1984  | 7e      | Preston         | Angleterre | Danemark   | Suède                |
| 1986  | 8e      | Uppsala         | Danemark   | Angleterre | Suède                |
| 1988  | 9e      | Kristiansand    | Danemark   | Suède      | Angleterre           |
| 1990  | 10e     | Moscou          | Danemark   | Suède      | Angleterre           |
| 1992  | 11e     | Glasgow         | Suède      | Danemark   | Angleterre           |
| 1994  | 12e     | Bois-le-Duc     | Suède      | Danemark   | Angleterre           |
| 1996  | 13e     | Herning         | Danemark   | Suède      | Angleterre           |
| 1998  | 14e     | Sofia           | Danemark   | Angleterre | Suède                |
| 2000  | 15e     | Glasgow         | Danemark   | Angleterre | Pays-Bas             |
| 2002  | 16e     | Malmö           | Danemark   | Angleterre | Pays-Bas             |
| 2004  | 17e     | Genève          | Danemark   | Pays-Bas   | Allemagne            |
| 2006  | 18e     | Bois-le-Duc     | Danemark   | Pays-Bas   | Angleterre           |
| 2008  | 19e     | Herning         | Danemark   | Angleterre | Pologne              |
| 2009  | 20e     | Liverpool       | Danemark   | Angleterre | Pologne Russie       |
| 2011  | 21e     | Amsterdam       | Danemark   | Allemagne  | Angleterre Russie    |
| 2013  | 22e     | Moscou          | Allemagne  | Danemark   | Angleterre Russie    |
| 2015  | 23e     | Louvain         | Danemark   | Angleterre | Allemagne Russie     |
| 2017  | 24e     | Lubin           | Danemark   | Russie     | Allemagne Angleterre |
| 2019  | 25e     | Copenhague      | Danemark   | Allemagne  | Pays-Bas Russie      |
| 2021  | 26e     | Vantaa          | Danemark   | France     | Allemagne Russie     |
| 2023  | 27e     | Aire-sur-la-Lys | Danemark   | France     | Allemagne Angleterre |
| 2025  | 28e     | Bakou           | Danemark   | France     | Allemagne Angleterre |

## Tableau des médailles
| Rang  | Nation     | Or | Argent | Bronze | Total |
| ----- | ---------- | -- | ------ | ------ | ----- |
| 1     | Danemark   | 20 | 7      | 1      | 28    |
| 2     | Angleterre | 5  | 9      | 11     | 25    |
| 3     | Suède      | 2  | 4      | 7      | 13    |
| 4     | Allemagne  | 1  | 2      | 7      | 10    |
| 5     | France     | 0  | 3      | 0      | 3     |
| 6     | Pays-Bas   | 0  | 2      | 3      | 5     |
| 7     | Russie     | 0  | 1      | 6      | 7     |
| 8     | Pologne    | 0  | 0      | 2      | 2     |
| TOTAL | TOTAL      | 27 | 27     | 35     | 89    |